# Банатска клисура
Банатска клисура (Дунавска клисура; рум. Clisura Dunării) је крајњи југозападни део Румуније, који обухвата јужно подножје планина Локва (549 m), Крак Алмаша (720 m), и Сретиње (890 m) према Дунаву. Геолошку основу поменутих планина чине кристаласти шкриљци и нешто еруптивних стена. Годишња количина падавина креће се од 700 до 1.200 mm. Планине су покривене густом шумом и богате су изворима.
Међу насељима у Банатској клисури налази се и 9 насеља у којима је од давнина живело српско становништво у претежном броју, Базијаш, Дивић, Белобрешка, Српска Пожежена, Радимна, Мачевић, Стара Молдова, Љупкова и Свиница. Становништво се бави сточарством, воћарством, виноградарством, повртларством и гајењем житарица. Банатска клисура је богата квалитетним угљем, магнетитом и разним металним рудама.
Почетак насељавања Срба у Банатској клисури није тачно утврђен, али се зна да пада углавном у XV веку, док је половином XVII века Аустрија извршила нову колонизацију Срба. Мировним уговором у Трианону 1920. Банатска клисура је припала Румунији. Од тада се, нарочито после 1948, број становника српске народности у Банатској клисури смањио.
Становници ових села су подржавали НОП и од 1944. масовно учествовали у њему, а после 1945. око 100 породица бораца НОР-а преселило се у Југославију